# Otto Greis
Otto Greis, né en 1913 à Francfort-sur-le-Main et mort le 30 mars 2001 à Ingelheim am Rhein, est un peintre allemand de l'art informel. 

## Biographie
Otto Greis naît le 28 août 1913 ou le 28 septembre 1913 à Francfort-sur-le-Main.
Il étudie d'abord l'ingénierie mécanique à partir de 1932, mais interrompt ses études au profit de la peinture. De 1934 à 1938, il suit des cours privés de peinture et de dessin auprès de Johann Heinrich Höhl à la Städelschule de Francfort. En 1945, il fait la connaissance d'Ernst Wilhelm Nay. Sa visite de la deuxième exposition CoBrA à Liège en octobre 1951, en compagnie du peintre Karl Otto Götz, est un événement clé dans son parcours artistique. En décembre 1952, il participe avec ses propres œuvres à la première exposition Quadriga à Francfort. Au début des années 1950, l'artiste noue des contacts avec Paris où il s'y rend régulièrement. Il s'installe en France en 1956 ou 1957. Avec K. O. Götz, Heinz Kreutz et Bernard Schultze, il est l'un des représentants importants de la peinture informelle en Allemagne. En 1984, il retourne en Allemagne.
Otto Greis est inspiré par Paul Klee.
Il meurt le 30 mars 2001 à Ockenheim am Rhein, à l'âge de 87 ans ou à Ingelheim am Rhein.